# Бригада ваздушних снага и противваздушне одбране
Бригада ваздушних снага и противваздушне одбране представља ваздухопловни дио Оружаних снага Босне и Херцеговине, чија је мисија осигурати заштиту суверинитета и територијалног интегритета БиХ, ваздушну подршку копненим јединицама као и подршку цивилним властима у слућају природних несрећа и других друштвених потреба.
Ваздухопловство располаже са три аеродрома и то у Сарајеву, Бањој Луци и Мостару. Ваздухопловство се налази под контролом НАТО-а и ЕУФОР-а и има најмањи буџет од свих ваздухопловних снага у Европи.

## Задаци
- Заштита суверинитета ваздушног простора БиХ
- Ваздушна подршка јединицама КоВ
- Извиђање из зрака
- Служба трагања и спашавања (СТС)
- Медицинска евакуација и евакуација озлијеђених (МЕДЕВАЦ и ЦАСЕВАЦ )
- Пријевоз и транспорт ваздушним путем
- Гашење пожара
- Евакуација

## Структура
У складу са одобреном формацијом, у потпуности интегрираној у устрој линија командовања у ОС БиХ, Бригада ваздушних снага и противваздушне одбране се састоји од:
- Команда бригаде, Бања Лука;
- 1. хеликоптерски сквадрон, Бања Лука;
- Батаљон ваздушног осматрања и јављања, Бања Лука
- 2. хеликоптерски сквадрон, Сарајево;
- Батаљон противваздушне одбране, Сарајево;
- Батаљон летачке подршке, Сарајево;

## Историја
Историја започинје половином 2001. године, када је Предсједништво БиХ, изразило јасан став и опредјељенје за укључивање БиХ у европске и еуроатланске интеграције и НАТО програм Партерство за мир. Почетком 2004. године, започинје реформа одбране БиХ, и прва заједничка колективна вјежба јединица ВРС и ВФ БиХ, у којој су узели учешће и летачки елементи ентитетских војски. Током 2005. и 2006. године теку завршне припреме у формирању јединствених Оружаних снага на нивоу БиХ. Почетком 2007. године, убрзано се распоређују команде и јединице, врши одабир персонала, стиче се повјерење и припрема за прво постројавање. Прво постројавање Бригаде ваздушних снага и противваздушне odbrane десило се 17. септембра 2007. године, у касарни Залужани, Бања Лука.

## Аеродроми
- Касарна Рајловац, Сарајево
- Аеродром Маховљани, Бања Лука
- Аеродром Ортијеш, Мостар

## Наоружанје и војна опрема
| Ваздухоплов            | Слика | Порекло | Тип                                                        | Варијанта                    | Количина | Напомена |
| ---------------------- | ----- | ------- | ---------------------------------------------------------- | ---------------------------- | -------- | --- |
| Бел UH-1 Ироквојс Хјуи |       | САД     | Вишенаменски хеликоптер                                    | УХ-1Х УХ-1В УХ-1Х-2          | 11 1 2   | Донација владе САД-а, ВФ БиХ, у програму опреми и обучи. Донирано 15 хеликоптера, али су 3 хеликоптера изгубљена у несрећама. 4 Белл УХ.1Х-2 Ирокез набављена и испоручена 9. децембра 2021. године. Министарство одбране Немачке, донирало је 15 бочних дизалица за хеликоптере УХ-1Х, 2017. године.               |
| Ми-8/17                |       | СССР    | Транспортни хеликоптер                                     | Ми-8 Т Ми-8 МТВ Ми-17 ВИП    | 8 3 1    | Хаслијеђени из ентитетских војски, хеликоптери 207. године прошли ремонт и одређену модернизацију у Украјини, како би били у складу са НАТО стандардом. Хеликоптери оспособљени за гашење пожара, користе ведра капацитета (2500-2000) литара воде. 1 Ми-8 МТВ, изгубљен у несрећи 2012. године. Очекује се ремонт. |
| Соко ГАЗЕЛА            |       | СФРЈ    | Основни хеликоптер Извиђачки хеликоптер Борбени хеликоптер | ХО-45 ХИ-45 ХЕРА ХН-45М ГАМА | 5 1 7    | Наслеђени из ентитетске бојске. Хеликоптери ремонтовани у ИКАР а.д Бања Лука. Велики број хеликоптера оперативан. Хеликоптери релативно новије године производње. |
| Ми-34                  |       | СССР    | Лаки вишенаменски хеликоптер                               | Ми-34 Хермит                 | 1        | Наслеђено из ентитетске војске. Дуго изван оперативне употребе. Нерентабилан за ремонт. |
| Соко Ј-22 Орао         |       | СФРЈ    | Ловац-бомбардер                                            | Ј-22                         | 7        | Наслеђени из РВ и ПВО ВРС, нису летјели од 2002. године. На авионима истекли ресурси. Покушавао се продати Министарству одбране Србије, али је приједлог пропао. Авиони изван оперативне употребе. |
| Соко Г-4 Супер Галеб   |       | СФРЈ    | Школско-борбени                                            | Г-4                          | 1        | Наслеђен из РВ и ПВО ВРС, није летио од 2006. године. На авионима истекли ресурси. Покушавао се продати Министарству одбране Србије, али је приједлог пропао. Авион изван оперативне употребе. |
| Соко Ј-21 Јастреб      |       | СФРЈ    | Ловац-бомбардер Извиђач Наставни                           | Ј-21 ИЈ-21 НЈ-21             | 8 2 3    | Наслеђени из РВ и ПВО ВРС, нису летјели од 2006. године. На авионима истекли ресурси. Авиони изван оперативне употребе. |
| Утва 75                |       | СФРЈ    | Школски авион                                              | Утва 75 (В-53)               | 2        | Наслеђени из РВ и ПВО ВРС. Авиони изван оперативне употребе. |

| Возило/оруђе      | Слика | Порекло      | Тип                           | Варијанта            | Количина     | Напомена |
| ----------------- | ----- | ------------ | ----------------------------- | -------------------- | ------------ | --- |
| 2К12 КУБ          |       | СССР         | Ракетни систем ПВО            | КУБ-М                | три батерије | Основни ракетни систем ПВО у ОС БиХ, наслеђен из ентитетске војске. Дио се користи у батаљону ПВО, а дио је ускладиштен. Планирана модернизација. |
| 9К35 Стрела-10    |       | СССР         | Ракетни систем ПВО            | 9К35                 | непознато    | Проглашено вишком. Повучен из употребе. |
| 9K31 Стрела-1     |       | СССР         | Ракетни систем ПВО            | 9К31                 | непознато    | Проглашено вишком. Повучен из употребе. |
| 9К32Стрела-2М     |       | СССР         | Преносни ракетни систем       | Стрела 2М            | непознато    | |
| 9К38 Игла         |       | СССР         | Преносни ракетни систем       | 9К38 Игла            | непознато    | |
| ФИМ-92 Стингер    |       | САД          | Преносни ракетни систем       | ФИМ-92               | непознато    | |
| Бофорс 40 мм Л/70 |       | Шведска      | Против-авионски топ           | Л/70                 | непознато    | Основни против-авионски топ у ОС БиХ, наслијеђен из ентитетских војски. Топ се наводи радарским системом "Жирафа".                                |
| М-55 20 мм        |       | СФРЈ         | Против-авионски топ           | М55 А2 М55 А3 М55 А4 | непознато    | Проглашено вишком. Повучен из употребе. |
| ЗУ-23-2           |       | СССР         | Против-авионски топ           |                      | непознато    | Проглашено вишком. Повучен из употребе. |
| БОВ-3             |       | СФРЈ         | Самоходни против-авионски топ |                      | непознато    | Проглашено вишком. Повучен из употребе. |
| М53/59 Прага      |       | Чехословачка | Самоходни против-авионски топ |                      | непознато    | Проглашено вишком. Повучен из употребе. |